# آئین دوست‌یابی
آیین دوست‌یابی (نام اصلی: چگونه می‌توان دوست یافت و بر مردم تأثیر گذارد) (به انگلیسی: How to Win Friends and Influence People) کتابی در سبک بهبود فردی، نوشتهٔ دِیل کارنِگی است. این کتاب از نخستین و بهترین کتاب‌های کمک به خود است. نخستین چاپ این کتاب در سال ۱۹۳۶ بود. این کتاب بیش از سی میلیون نسخه در جهان فروش داشته‌ و جزو پرفروش‌ترین کتاب‌های دنیاست.
این کتاب تاکنون توسط مترجمان زیادی به فارسی ترجمه شده‌ است و همهٔ مترجمان نام مختصر و یکسانِ آیین دوست‌یابی را بر آن نهاده‌اند.

## علت نگارش کتاب
کارنگی دربارهٔ علت نگارش این کتاب اظهار می‌کند کمیته‌ای در دانشگاه شیکاگو و مدارس ای ام سی یک تحقیق راجع به امیال عموم مردم جامعه انجام دادند که نتیجه حاصل شده حکایت داشت مردم بعد از خواستن سلامتی علاقه‌مند هستند بدانند چطور می‌توانند روی باقی مردم تأثیر بگذارند، بنابراین دانشگاه مذکور تصمیم گرفت که دوره‌ای برای بزرگسالان در شهر مریدن بگذارند تا این مسائل را برای آن‌ها آموزش دهند، اما کتابی برای تدریس پیدا نکردند زیرا تا آن زمان هیچ کتابی در این باره به رشته تحریر در نیامده بود؛ بنابراین دیل تصمیم می‌گیرد تا خودش دست به کار شود و اولین کتاب را بر این اساس بنویسد. وی در نگارش این کتاب از تجربیات افرادی چون ژولیوس سزار، تئودور روزولت، کلارک گیبل، مری پیکفورد، آلبرت انشتین، توماس ادیسون و… استفاده کرده هست. وی می‌گوید برای نگارش این کتاب صدها صفحه بیوگرافی فقط راجع به تئودور رزولت را در کنار محققی که استخدام کرده‌ بود مطالعه نموده است. وی برای نگارش این کتاب حتی کار را از این هم فراتر برده و نوشته‌های روان‌شناسی و فلسفی دوران گذشته را هم از زیر نظر گذرانده‌ است.

## موفقیت کتاب
کتاب آیین دوست‌یابی دیل کارنگی به یکی از موفق‌ترین کتاب‌های تاریخ آمریکا تبدیل شد. این کتاب در سه ماه اول انتشار آن، بالغ بر ۲۵۰ هزار نسخه فروخت، همچنین تاکنون با فروش بیش از ۳۰ میلیون نسخه در سرتاسر دنیا همراه بوده‌ است و سالانه نیز بیش از ۲۵۰ هزار نسخه در سراسر دنیا از این کتاب به فروش می‌رسد. نظرسنجی کتابخانه کنگره آمریکا در سال ۲۰۱۳، این کتاب را به عنوان هفتمین کتاب تأثیرگذار در تاریخ آمریکا رتبه‌بندی کرد.

## میراث
- وارن بافت در ۲۰ سالگی در دوره آموزشی دیل کارنگی با عنوان «چگونه دوست پیدا کنیم و بر مردم تأثیر بگذاریم» شرکت کرد و تا به امروز مدرک این دوره را در دفتر خود دارد.